# Нитраты
Нитра́ты (от лат. nitras; устар. «селитры») — соли азотной кислоты, содержащие однозарядный анион NO3−.

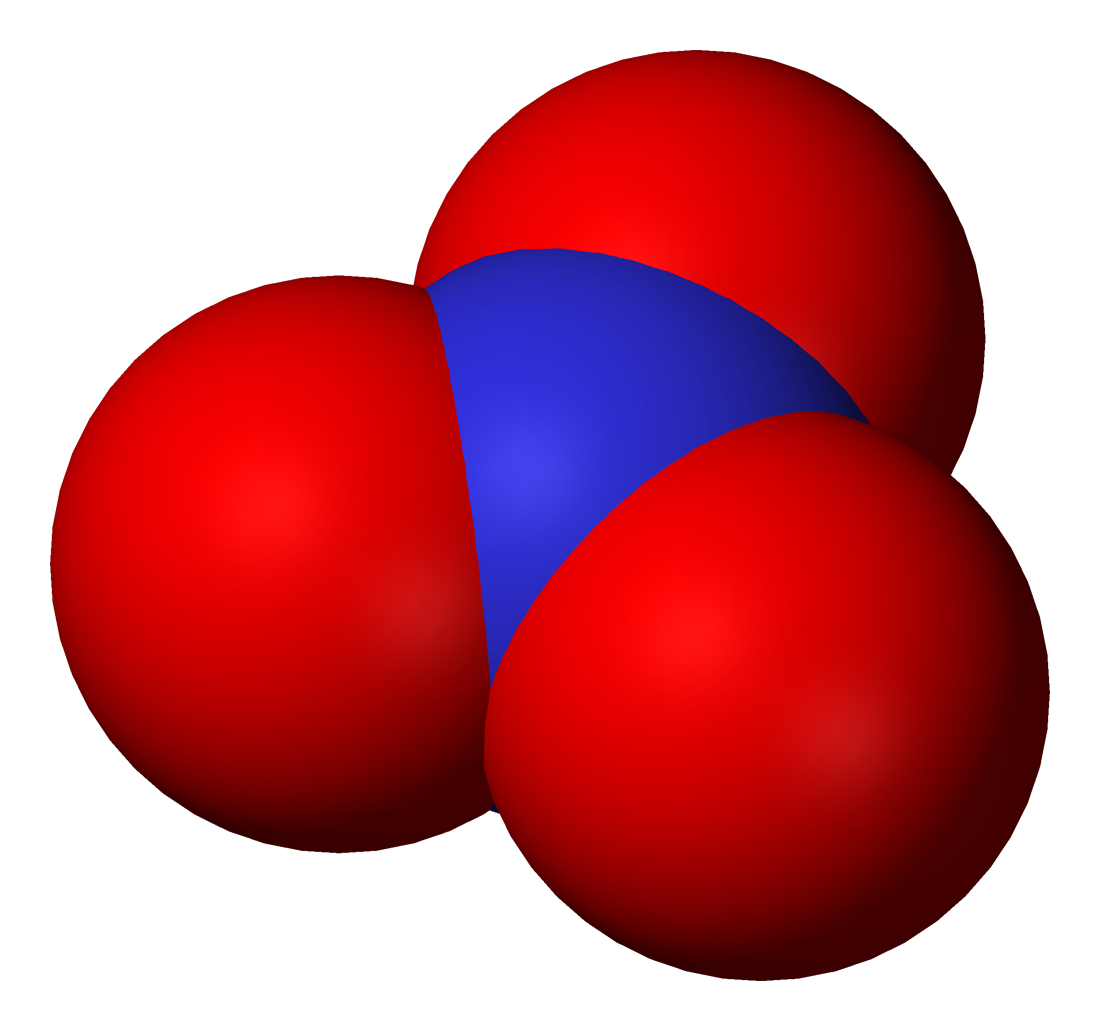
Объёмная модель иона

Устаревшее название — «селитры» — в настоящее время используется преимущественно в минералогии, как название для минералов, а также для удобрений в сельском хозяйстве.

## Общие химические свойства
Нитраты получают действием азотной кислоты HNO3 на металлы, оксиды, гидроксиды, соли. Нитраты почти всех металлов растворимы в воде. Исключения составляют, среди прочих, гидролизованные нитраты, например, основной нитрат висмута — Bi(OH)2(NO3). Также, почти все нитраты комплексных соединений растворимы в воде, за редкими исключениями, например — нитрат тригидразинникеля(II) нерастворим в воде, как и некоторые другие комплексные соединения, где гидразин выступает в качестве лиганда.
Нитраты являются достаточно сильными окислителями в твёрдом состоянии (обычно в виде расплава), но практически не обладают окислительными свойствами в растворе, в отличие от азотной кислоты. Например, расплавы нитратов щелочных металлов крайне активно реагируют с углём и серой. На этом свойстве основан принцип работы чёрного пороха. Также, нитраты в щелочной среде восстанавливаются активным металлами до аммиака (чаще всего, для этой цели используют алюминий, реже — цинк):
{\displaystyle {\ce {8Al + 3NO3^- + 5 OH^- + 18H2O -> 8[Al(OH)4]^- + 3NH3}}}
Нитраты устойчивы при обычной температуре. Они обычно плавятся при относительно низких температурах (200—600 °C), зачастую с разложением.
Окисляют концентрированные HI, HBr и HCl до свободных галогенов:
{\displaystyle {\ce {2NaNO3 + 8HI -> 2NaI + 3I2 v + 2NO ^ + 4H2O}}}
{\displaystyle {\ce {2NaNO3 + 8HBr -> 2 NaBr + 3Br2 + 2NO ^ + 4H2O}}}
{\displaystyle {\ce {2NaNO3 + 8HCl <=> 2NaCl + 3Cl2 ^ + 2NO ^ + 4H2O}}}

### Разложение нитратов
При нагревании твёрдых нитратов все они разлагаются с выделением кислорода.
Соли азотной кислоты при нагревании разлагаются, причём продукты разложения зависят от положения солеобразующего металла в ряду стандартных электродных потенциалов:
Li→Rb→K→Ba→Sr→Ca→Na→Mg→Al→Mn→Zn→Cr→Fe→Cd→Co→Ni→Sn→Pb→(H)→Sb→Bi→Cu→Hg→Ag→Pd→Pt→Au
Нитраты металлов, расположенных левее магния Mg, (за исключением лития) при разложении образуют нитриты и кислород, например, нитрат натрия разлагается при температуре 300 °С:
{\displaystyle {\ce {2 NaNO3 -> 2 NaNO2 + O2 ^}}}
Нитраты металлов, расположенные в ряду стандартных электродных потенциалов от Mg до Cu, а также Li дают при разложении оксид металла, NO2 и кислород. Например, нитрат меди(II) при нагревании разлагается с образованием оксида меди(II), диоксида азота и кислорода:
{\displaystyle {\ce {2Cu(NO3)2->[>170~\mathrm {^{\circ }C} ]2CuO{}+4NO2{}+O2}}}
Нитраты металлов, расположенных в данном ряду после Cu образуют свободный металл, NO2 и кислород. Например, нитрат серебра разлагается при температуре 170 °С, образуя свободный металл, диоксид азота и кислород.
{\displaystyle {\ce {2AgNO3->[>170~\mathrm {^{\circ }C} ]2Ag{}+2NO2{}+O2}}}
Термическое разложение нитрата аммония может происходить по-разному, в зависимости от температуры:
- Температура ниже 270 °C:
{\displaystyle {\ce {NH4NO3 -> N2O ^ + 2 H2O}}}
- Температура выше 270 °C или детонация:
{\displaystyle {\ce {2 NH4NO3 -> 2 N2 + O2 + 4 H2O}}}

## Применение
Основное применение нитратов — удобрения (селитры), взрывчатые вещества (аммониты), получение стекла, производство лекарств, пищевые добавки при производстве колбас, в пиротехнике, компоненты ракетного топлива.
Нитраты (нитрат натрия — E251, нитрат калия — E252) разрешены в качестве пищевых добавок в Европейском Союзе в соответствии с Регламентом Комиссии (ЕС) № 1129/2011. Они используются в пищевых продуктах для стабилизации переработанного мяса и сыра. Количество нитрата, разрешенное для использования в переработанном мясе составляет 150 мг/кг, за исключением стерилизованных мясных продуктов, для которых предел составляет 100 мг/ кг. Добавление нитрата натрия разрешено только в сырое мясо, но не более 150 мг/кг. Средний уровень остаточных нитратов в мясных продуктах составляет: во Франции (50 мг/кг); США (4,7 мг/кг); Дания (6 мг/кг); Бельгия (4мг/кг) и Иран (13,9 мг/кг).
Имеется целый ряд препаратов, относящихся к классу нитратов. Широкое применение нашли нитроглицерин, изосорбида динитрат и его основной действующий метаболит — изосорбида 5-мононитрат. Нитраты применяются при различных формах ишемической болезни сердца: стабильной стенокардии, остром коронарном синдроме.

## Биологическая роль
Соли азотной кислоты являются компонентами минеральных удобрений. Растения используют азот из соли для построения клеток организма, создания хлорофилла. В организме людей нитраты превращаются в нитриты и нитрозамины. Поэтому «безнитратных» продуктов в природе не бывает.
В организме человека в сутки образуется и используется в обменных процессах более 100 мг нитратов. Из нитратов, ежедневно попадающих в организм взрослого человека, 70 % поступает с овощами, 20 % — с водой и 6 % — с мясом и консервированными продуктами. При употреблении этих соединений около 60-70 % легко всасываются и быстро выводятся с мочой. У человека около 3 % нитратов выводится с мочой в виде мочевины и аммиака.
По нормам ВОЗ, допустимой суточной дозой нитратов для человека считается 5 мг на каждый килограмм его веса. При среднем весе 70 кг это соответствует 350 мг нитратов в сутки.

## Распространение
Ионы нитратов и нитритов широко распространены в окружающей среде и встречаются в природе в растительных продуктах (овощах) и воде. Вклад питьевой воды в потребление нитратов обычно невелик (менее 14 %). Считается, что некоторые овощи, такие как сырой шпинат, свекла, рукола, сельдерей и салат, содержат высокие концентрации нитратов. Кроме того, эти соединения используются в качестве добавок для улучшения качества пищевых продуктов и защиты от микробного загрязнения и химических изменений. Мясная промышленность использует нитраты и нитриты в качестве добавок в процессе консервирования мяса. Нитраты содержатся в терапевтических средствах для лечения стенокардии и ишемии пальцев.
| Овощ        | Общее содержание нитратов (мг/кг) |
| ----------- | --------------------------------- |
| Шпинат      | от 1066 до 2333                   |
| Руккола     | 4677                              |
| Редька      | 1297                              |
| Сельдерей   | от 1103 до 1544                   |
| Ревень      | 2943                              |
| Салат латук | от 786 до 1324                    |
| Мангольд    | от 1690 до 1728                   |
| Свекла      | от 1446 до 2756                   |
| Морковь     | от 238 до 296                     |
| Картошка    | 168                               |

Содержание нитратов в маринованных продуктах (в том числе в маринованной свекле, цветной капусте, моркови, брюссельской капусте) в целом ниже по сравнению со свежими фруктами и овощами. При варке, бланшировании, консервировании, солении, квашении и очистке уровень нитратов уменьшается.

## Влияние на организм
Нитриты и нитраты коррелируют с развитием следующих заболеваний:
- рак желудка[12][13][14][15]
- колоректальный рак[15][16]
- рак пищевода[14][15]
- рак щитовидной железы[13][15]
- карцинома почек[15][17]
- метгемоглобинемия[18]
- гипотиреоз[13][15]
- рак молочной железы[15]
- нитрозативный стресс[19]

Полезные свойства нитритов и нитратов: снижение артериального давления, профилактика атеросклероза, защита от ишемии-реперфузии, улучшает способность к физической нагрузке, профилактика инсульта, инсулинорезистентность и толерантность к глюкозе, снижение триглицеридов.